# Inul Daratista
Inul Daratista, née en 1979, de son vrai nom Ainur Rokhimah, est une chanteuse de dangdut, forme de musique populaire indonésienne. Sa façon de danser sur scène a provoqué à la fois son succès et une polémique, le Conseil des oulémas d'Indonésie intervenant pour tenter de faire interdire ses concerts.

## Éléments biographiques
Née le 21 janvier 1979 à Pasuruan, dans la province de Java oriental, elle  chante sur scène depuis l'âge de 12 ans. Elle interprète du rock dans un premier temps. Puis elle opte pour le dangdut, une musique populaire aux influences croisées arabe, malaise et indienne.
Elle acquiert une notoriété nationale en 2003 à la suite d'un passage à la télévision. Elle est rapidement connue dans toute l'Indonésie notamment en raison de sa façon suggestive de danser le dangdut sur scène, qui consiste à donner à son déhanchement un mouvement de vrille ascendante que les Indonésiens ont baptisé goyang Inul ("le mouvement d'Inul") ou ngebor ("frer"). Le premier à réagir à ce succès est Rhoma Irama, qui s'est surnommé le roi du dangdut, et qui était devenu, sous la présidence de Soeharto, un artiste officiel, en quelque sorte. Il lui a interdit de reprendre ses morceaux et se donne pour objectif d'«arrêter l'inulisation». Le Conseil des oulémas d'Indonésie, institution importante dans ce pays qui comporte près de 200 millions de musulmans, sollicite ensuite l'interdiction de ses concerts et envisage un projet de loi contre la pornographie. La chanteuse qui s'affirme musulmane, n'entend pas pour autant se faire imposer le mode d'interprétation de cette musique.

## Discographie
- 2003 : Goyang Inul
- 2004 : Separuh Nafas
- 2005 : Too Phat
- 2006 : Mau Dong
- 2006 : Ash-Sholaatu
- 2008 : Rasain Lho
- 2012 : Buaya Buntung